# Verkehrsstation Wien Aspern Nord
Die Verkehrsstation Wien Aspern Nord ist eine Gemeinschaftsstation im 22. Wiener Gemeindebezirk, Donaustadt. Sie befindet sich am Nordrand der Seestadt Aspern und besteht aus der Bahnstation Wien Aspern Nord der Österreichischen Bundesbahnen (ÖBB) an der Marchegger Ostbahn (Bahnstrecke Wien–Bratislava) und der U-Bahn-Station Aspern Nord der Wiener Linien an der U-Bahn-Linie U2.

## Aufbau
Die Station besteht aus zwei parallel zueinander liegenden ebenerdigen Mittelbahnsteigen (für U-Bahn und ÖBB-Schienenverkehr), die über eine quer darüber liegende Bahnhofspassage miteinander verbunden sind. Die Länge der ÖBB-Bahnsteige beträgt 190 Meter. Der Haupteingang liegt an der Südseite der Station beim Nelson-Mandela-Platz im noch unbebauten nördlichen Teil der Seestadt. Hier befindet sich ein Busbahnhof, zudem wird dort bis Herbst 2025 eine Wendeschleife für die Linie 27 der Straßenbahn Wien errichtet. Außerdem soll im Stationsumfeld eine Park-and-Ride-Anlage errichtet werden, deren Aufgabe es sein soll, den Individualverkehr vom Autobahnzubringer Spange Flugfeld Aspern der Wiener Außenring Schnellstraße (S1) auf den öffentlichen Verkehr zu verlagern. Der nordseitige Ausgang der Station führt zur Mayredergasse, wo sich eine weitere Autobushaltestelle sowie in geringer Entfernung die Siedlung Neubreitenlee befinden.

## Baugeschichte
Die Bauarbeiten begannen im Frühjahr 2011. Die U-Bahn-Station war Teil der vierten Ausbaustufe der Wiener U-Bahn und wurde im Zuge der Verlängerung der Linie U2 von der Aspernstraße zur Seestadt Aspern am 5. Oktober 2013 eröffnet. Die ÖBB-Station Wien Aspern Nord nahm am 1. Oktober 2018 den Betrieb auf. Sie ersetzte die am Vortag aufgelassene Station Wien Hausfeldstraße und übernahm somit deren Übergangsfunktion zwischen U-Bahn und Regionalbahn. Die S80 endete bis Anfang Dezember 2018 vorerst noch in der Haltestelle Wien Erzherzog-Karl-Straße.

## Bilder

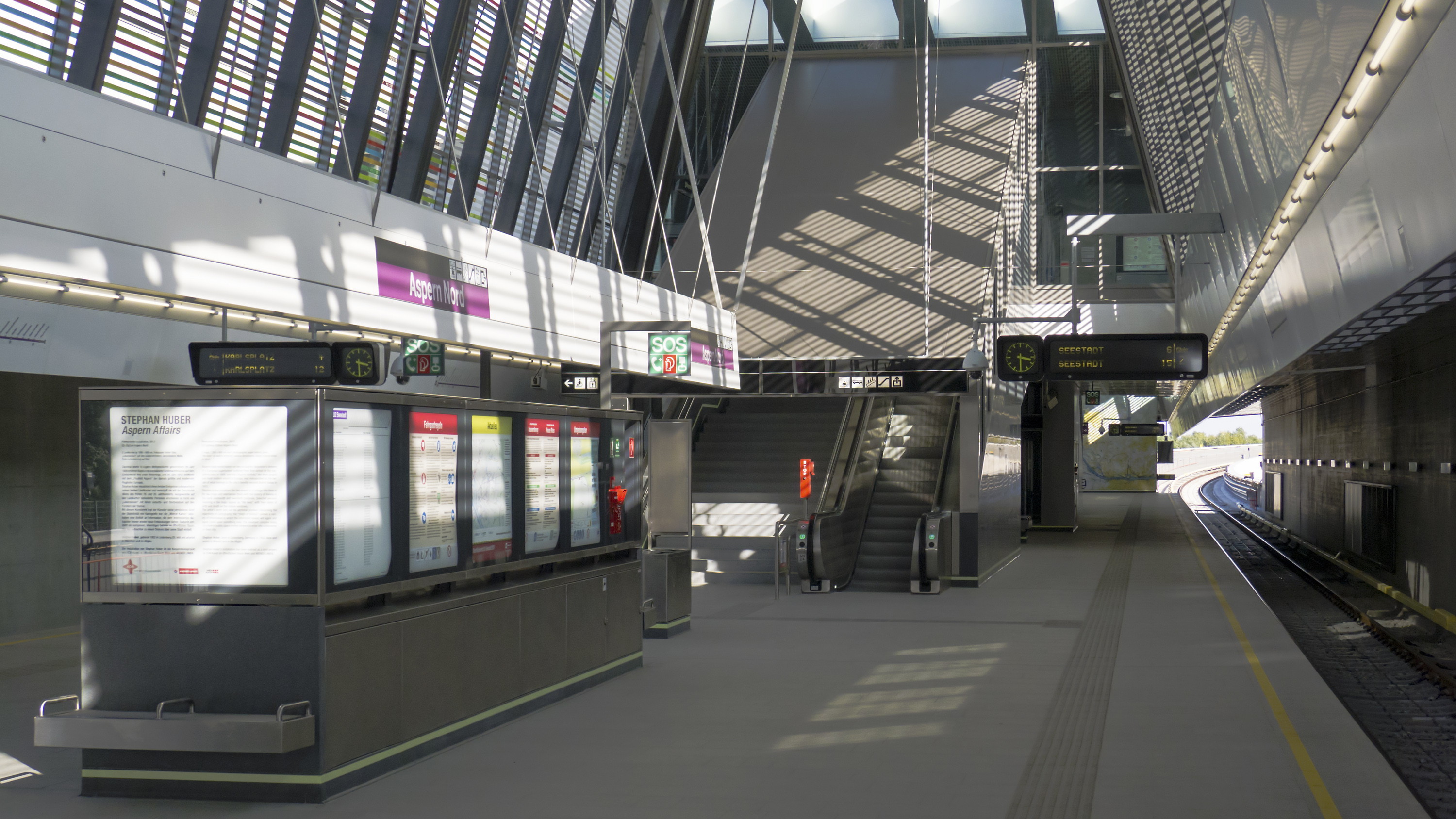
Bahnsteig der U-Bahn-Station
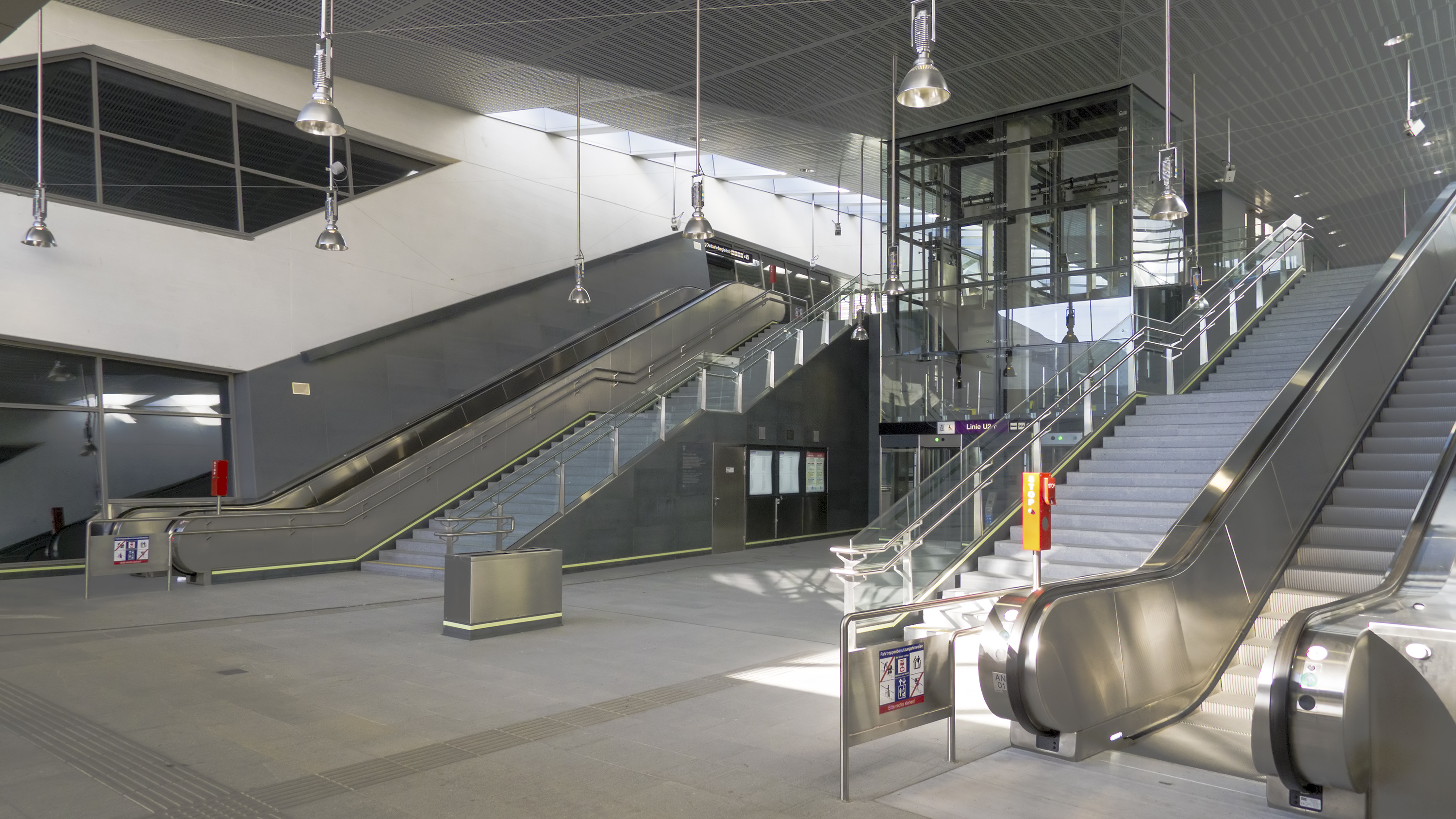
Aufnahmegebäude Innenansicht
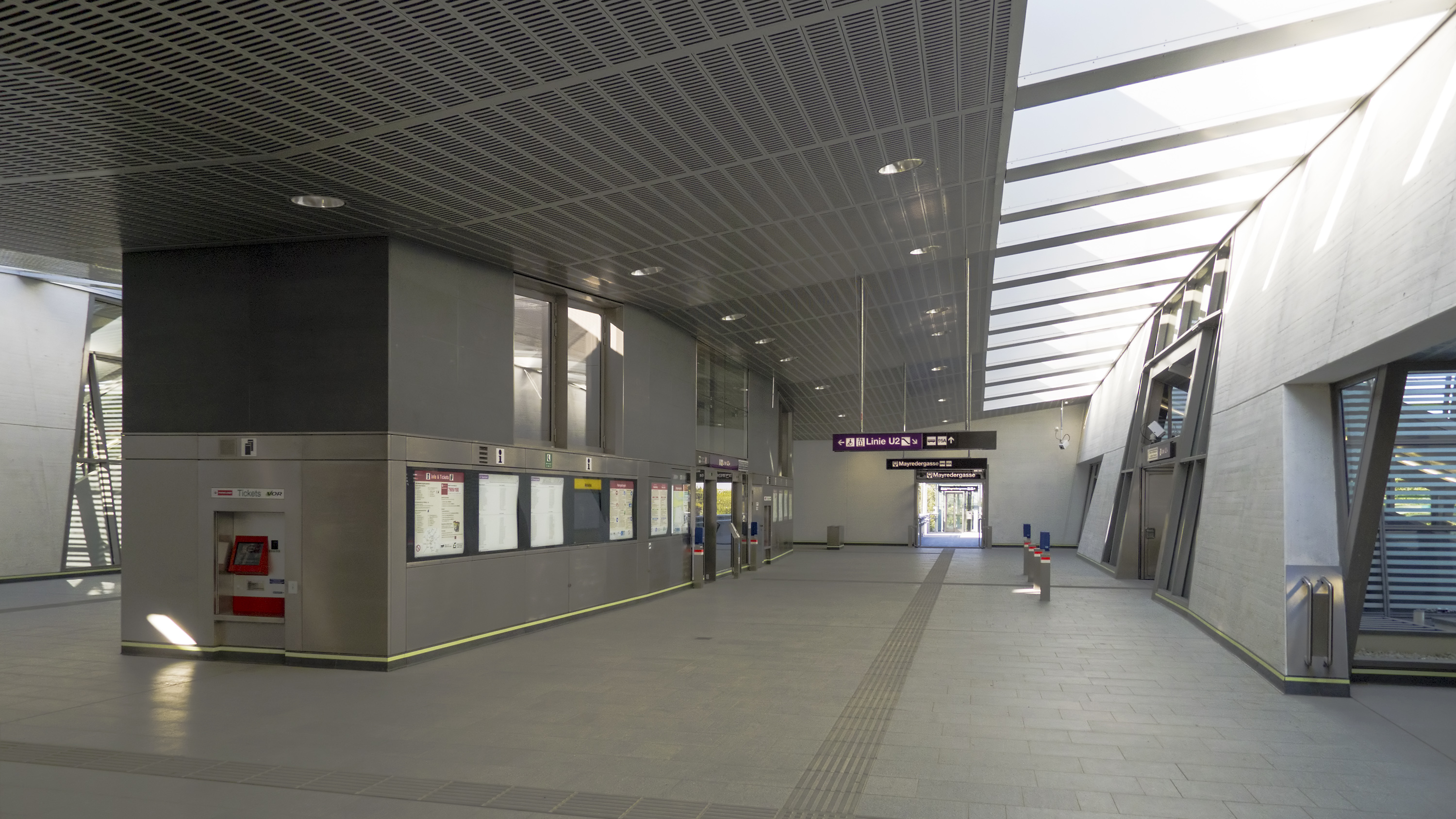
Aufnahmegebäude Obergeschoß
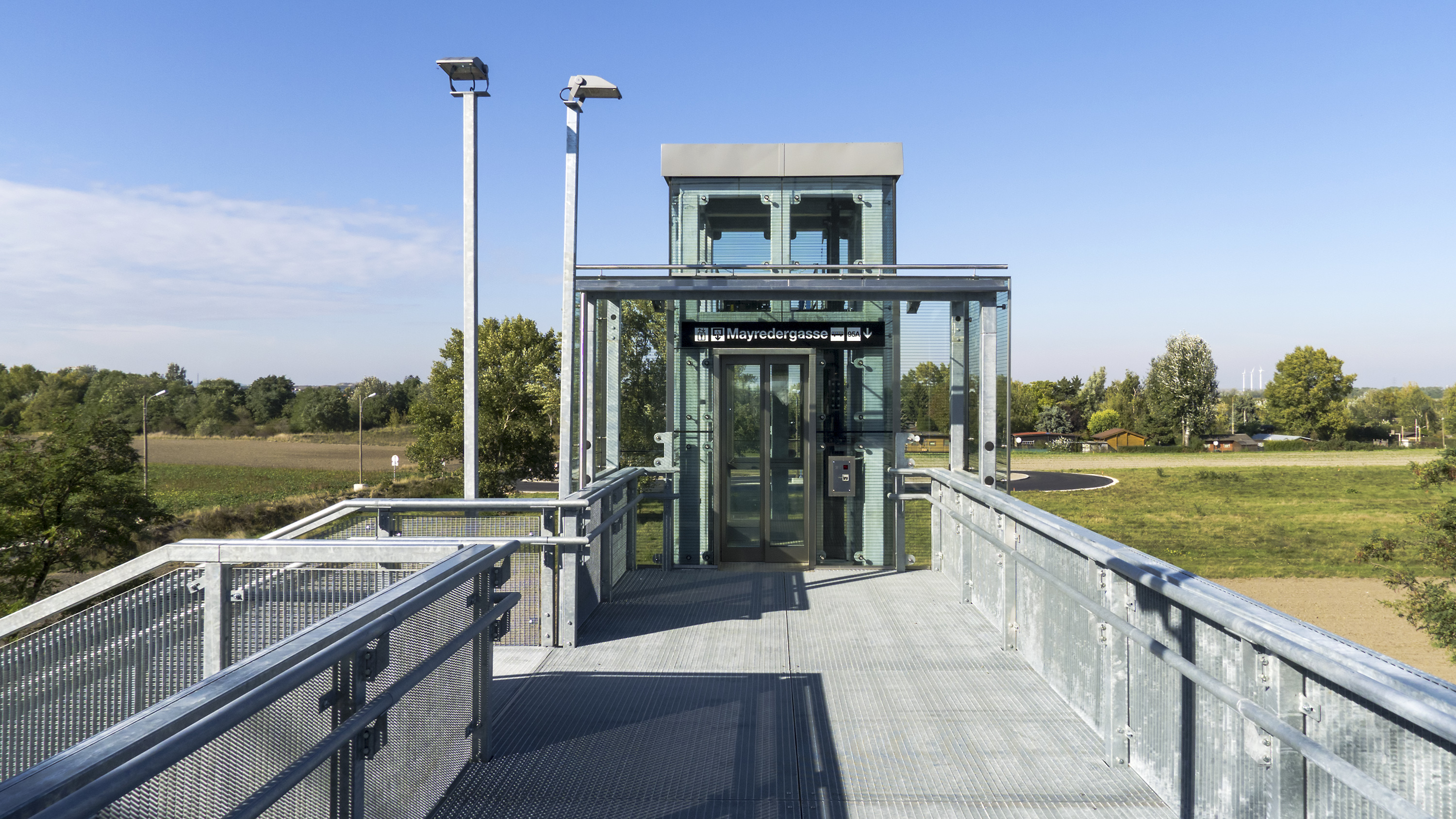
Liftabgang Mayredergasse (im Zuge der ÖBB-Bahnsteigbauarbeiten im Jahr 2017 abgebaut)
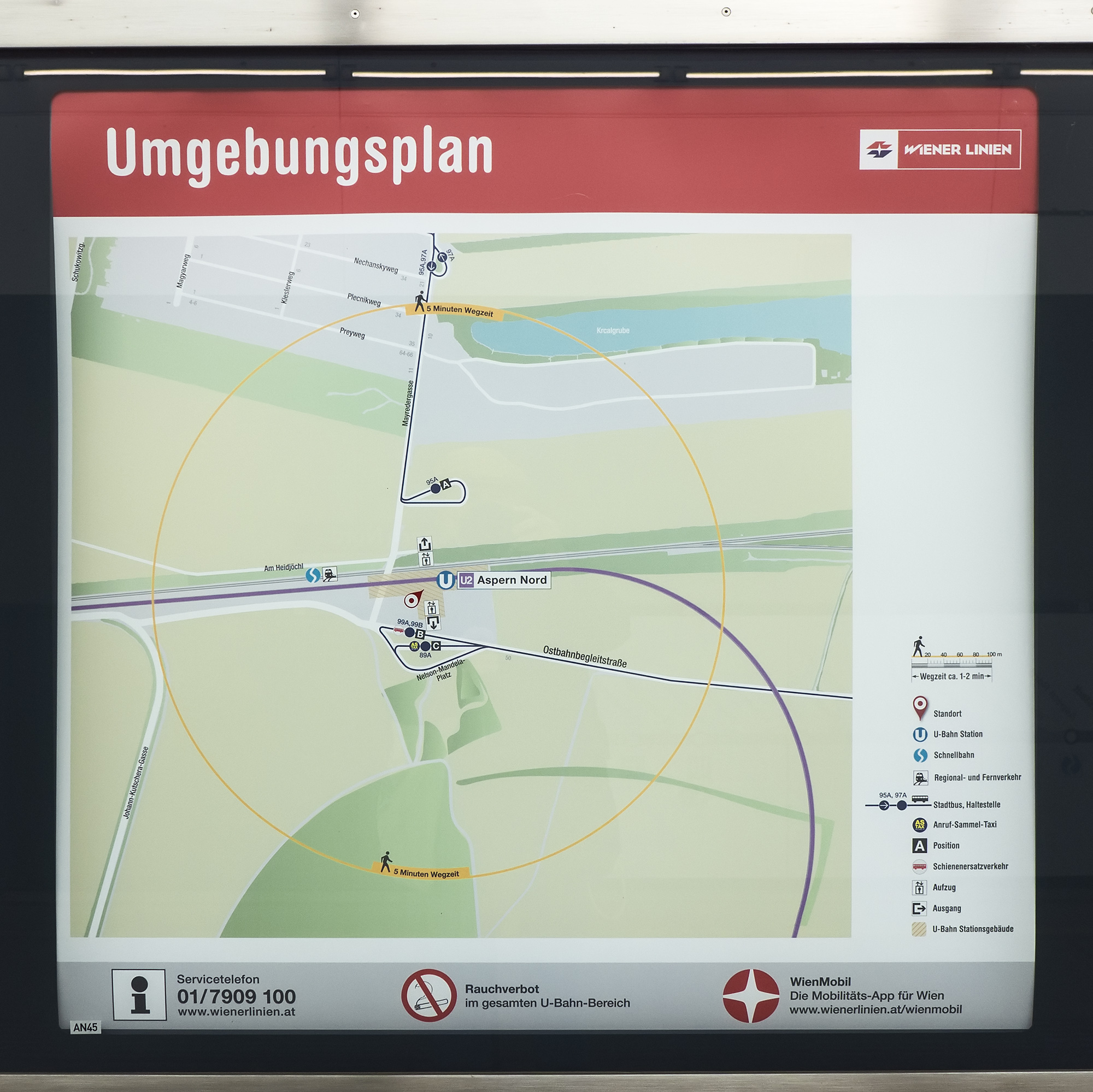
Umgebungsplan

## Ausgestaltung
Zweimal wurde in Aspern Weltgeschichte geschrieben: Im Jahr 1809 siegte hier Erzherzog Karl über Napoleon Bonaparte, und im Jahr 1912 eröffnete das Flugfeld Aspern, der damals größte und modernste Flughafen Europas. Mit Bezug auf diese Ereignisse installierte der bayerische Künstler Stephan Huber in der U-Bahn-Station zwei großformatige Wandbilder an den beiden Stirnseiten des Bahnsteigs. Das Bild Aspern Affairs (1809) auf der westlichen Wand basiert auf einer Karte des Großraums Wien, die jedoch surreal verfremdet ist und im Stil einer Collage durch unzählige wahre, falsche und ironische Informationen ergänzt wurde; der rechte Bildteil beschäftigt sich mit der Schlacht bei Aspern. Das Wandbild Aspern Affairs (1912) an der östlichen Stirnwand beschäftigt sich im gleichen Stil mit dem Flugfeld Aspern und mit der Geschichte Wiens in dieser Zeit. Die Bilder sind jeweils 10 × 6 Meter groß. Sie wurden vom Künstler am Computer erstellt und dann auf Fotopapier ausgedruckt und hinter Glas kaschiert. An den längsseitigen Oberlichten des Bahnsteigs befindet sich die Installation Lebenslinien, ebenfalls von Stephan Huber. Bunte, beschriftete Streifen sollen die Lebenszeiten einiger prominenter Personen grafisch darstellen. Die Linien wurden durch Einbrennlackierung auf die Glasflächen aufgebracht.

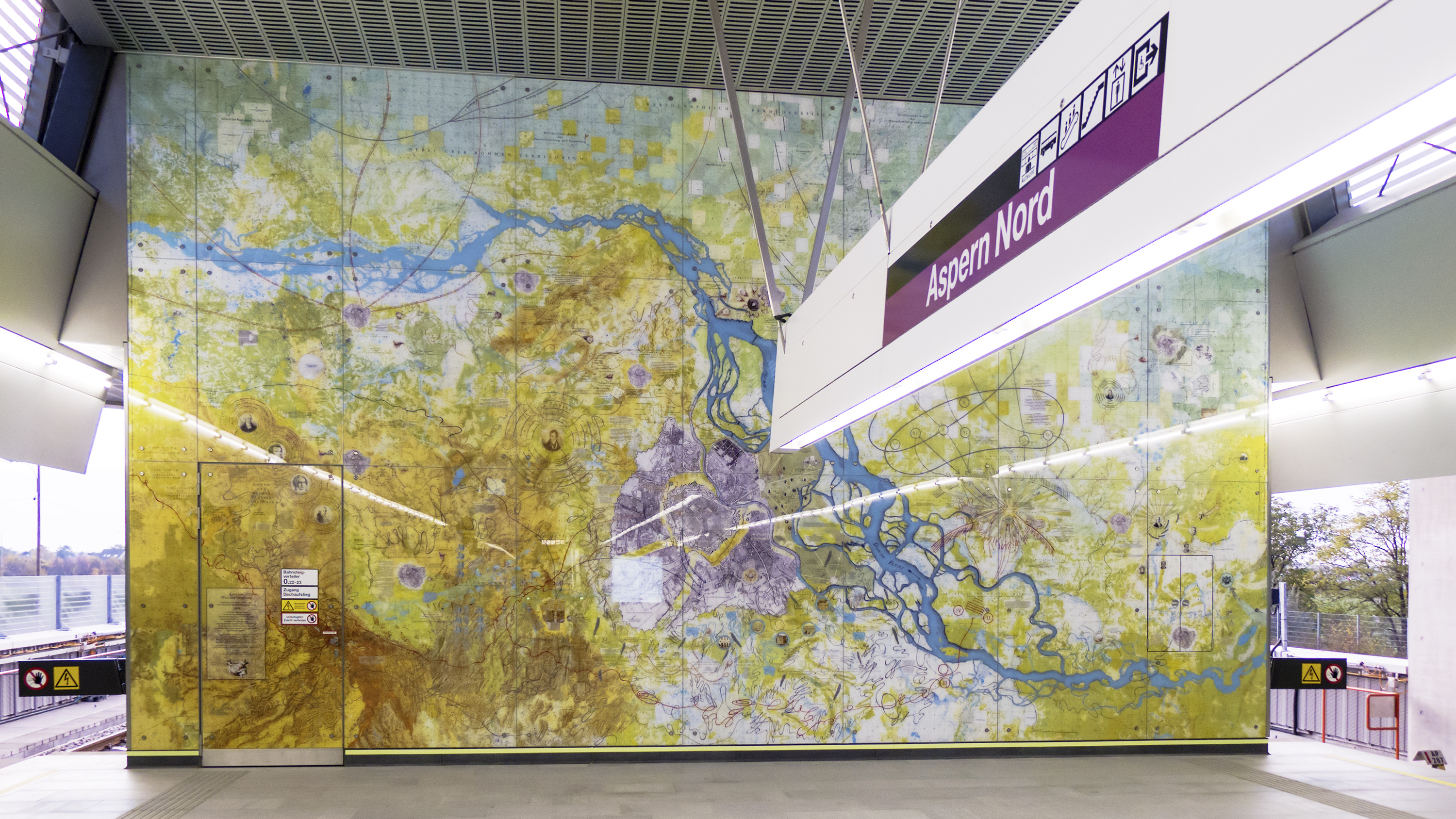
Aspern Affairs (1809)
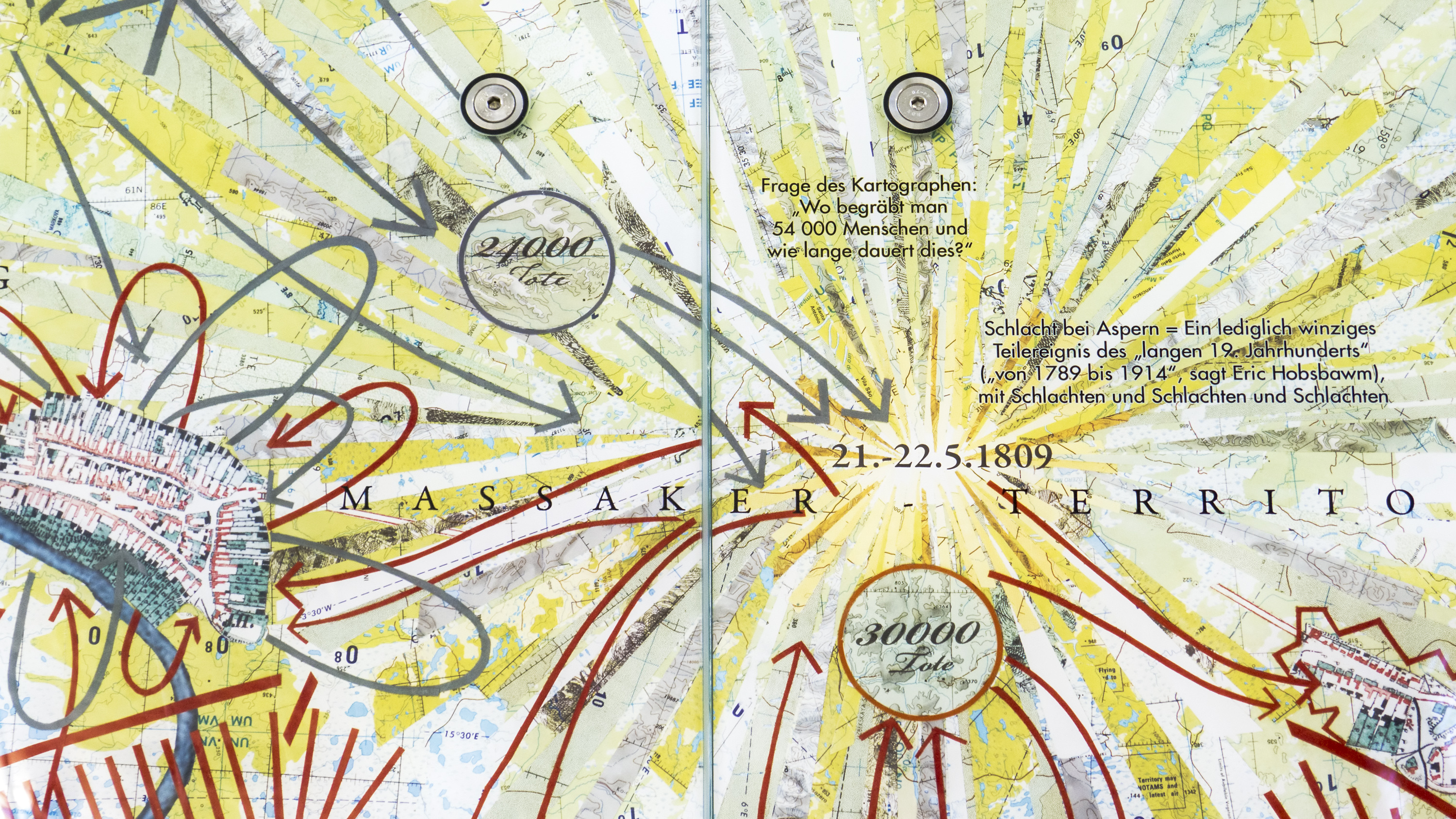
Aspern Affairs (1809), Detail
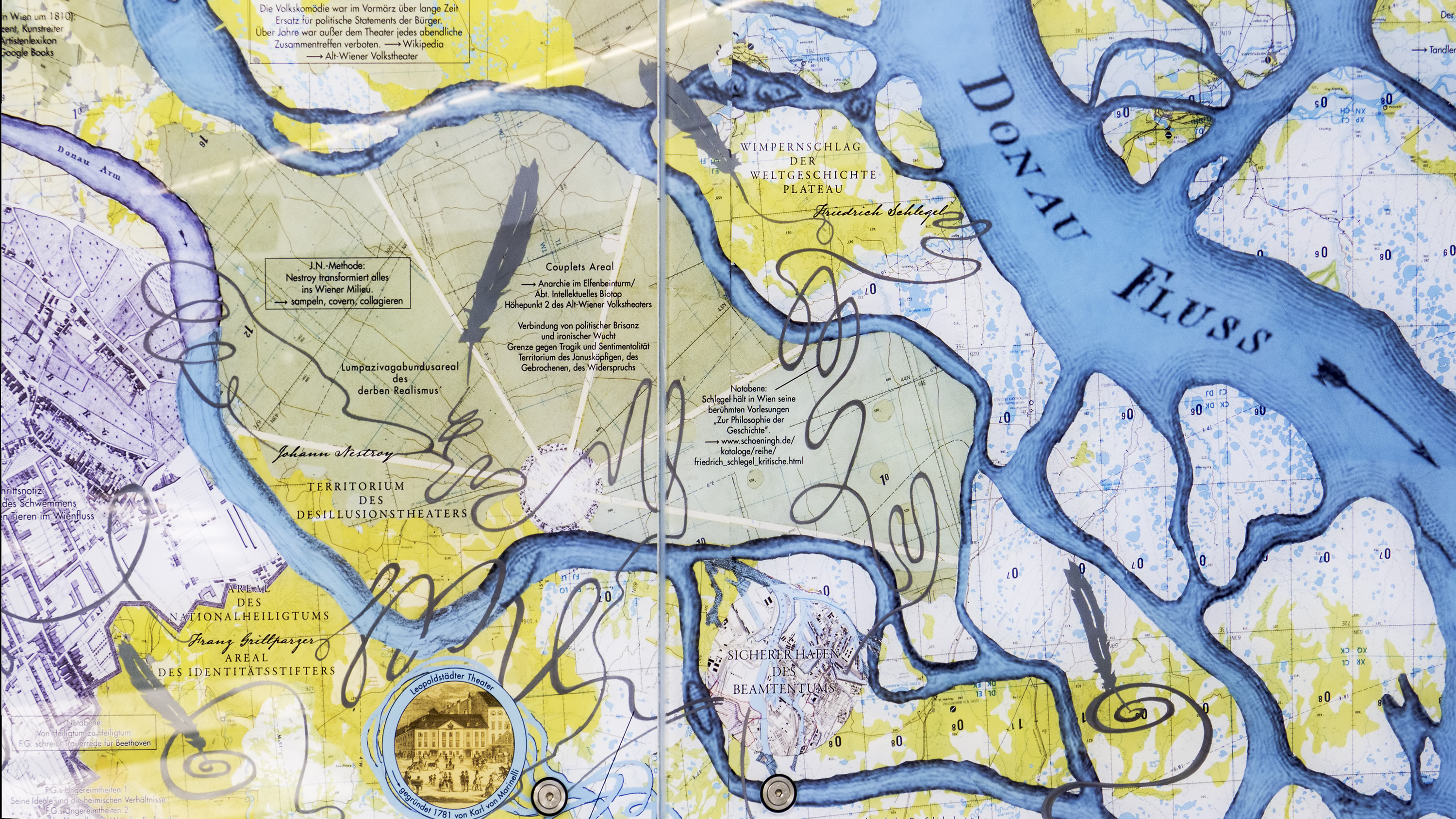
Aspern Affairs (1809), Detail
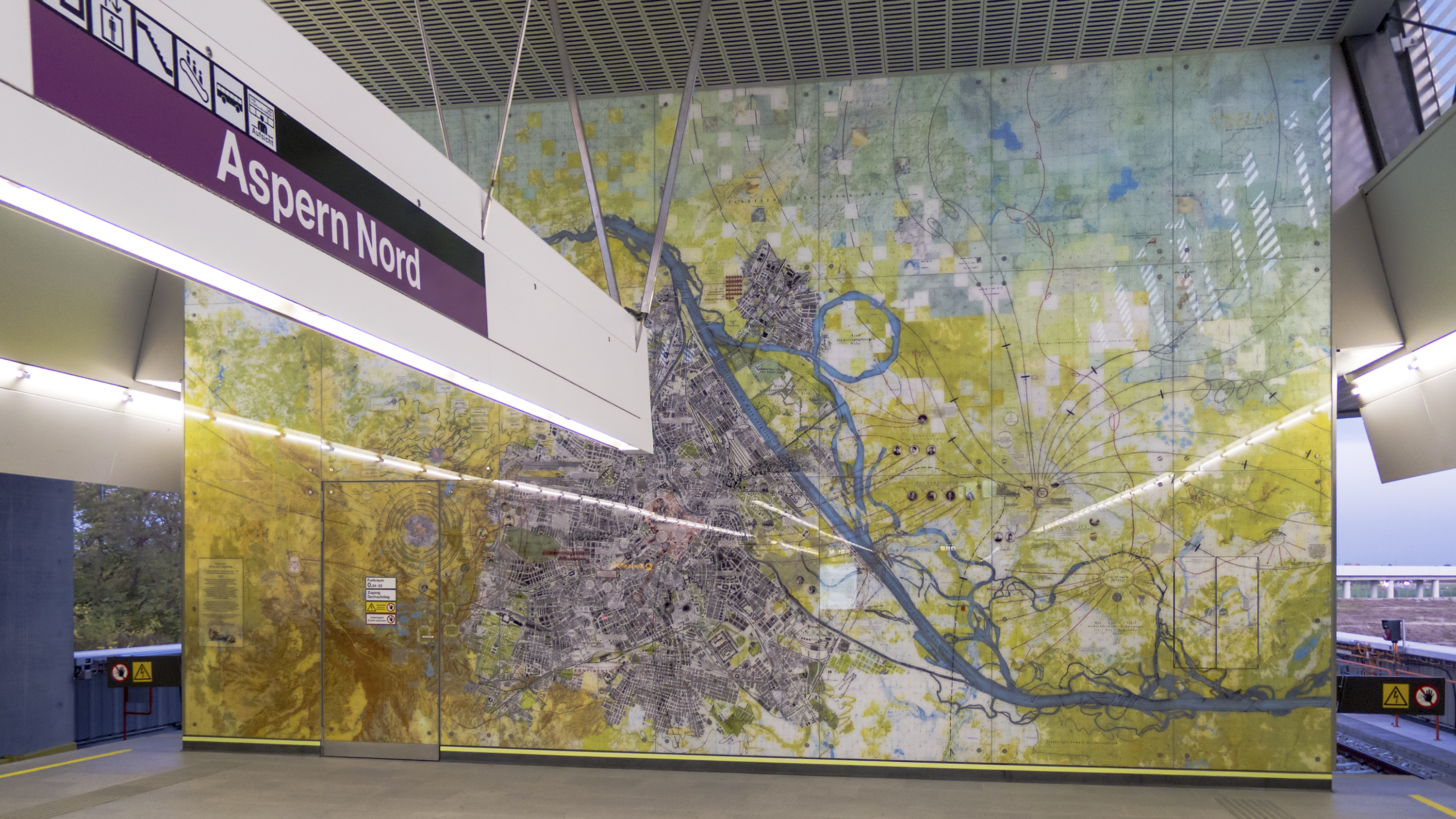
Aspern Affairs (1912)
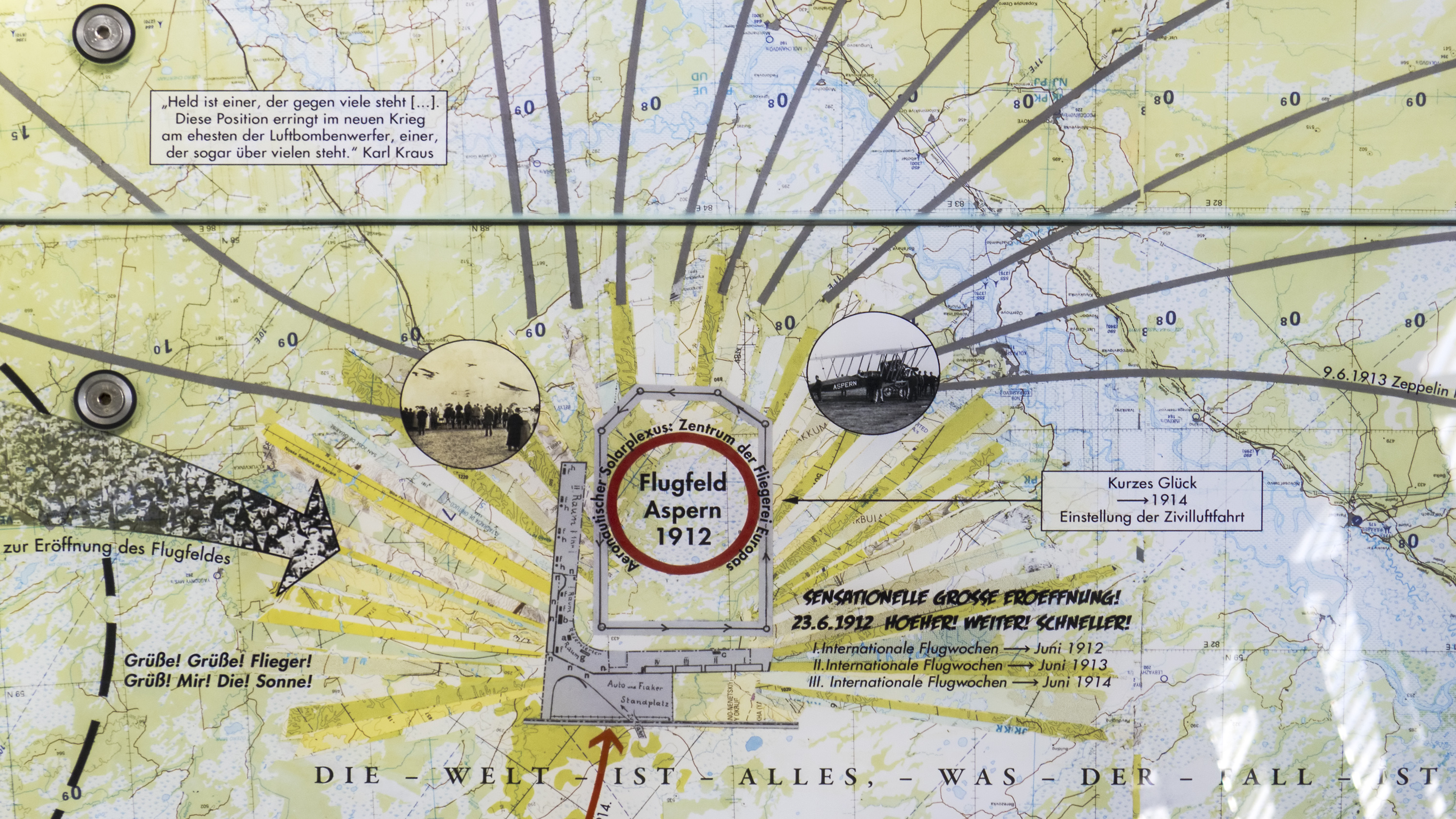
Aspern Affairs (1912), Detail
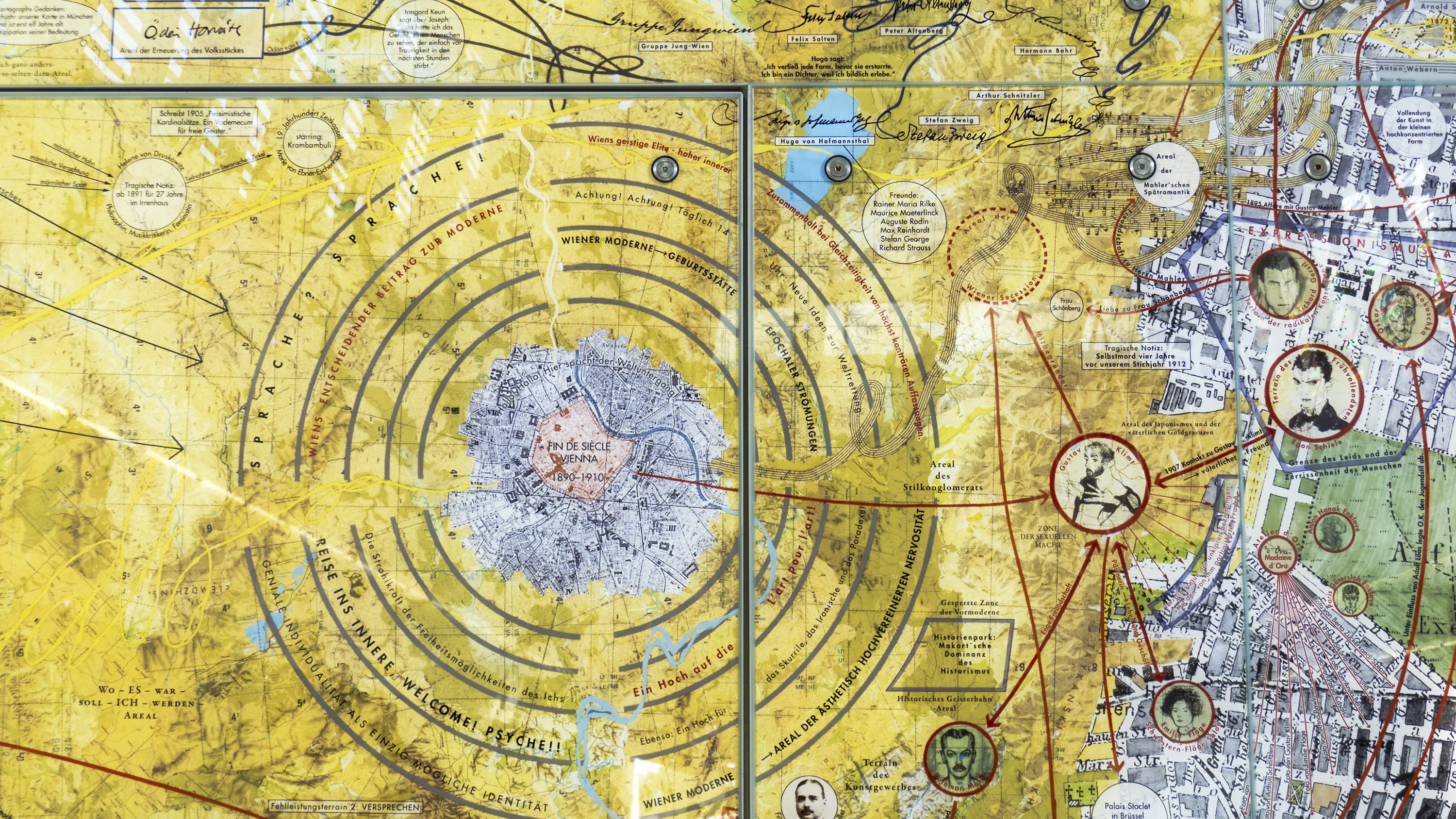
Aspern Affairs (1912), Detail
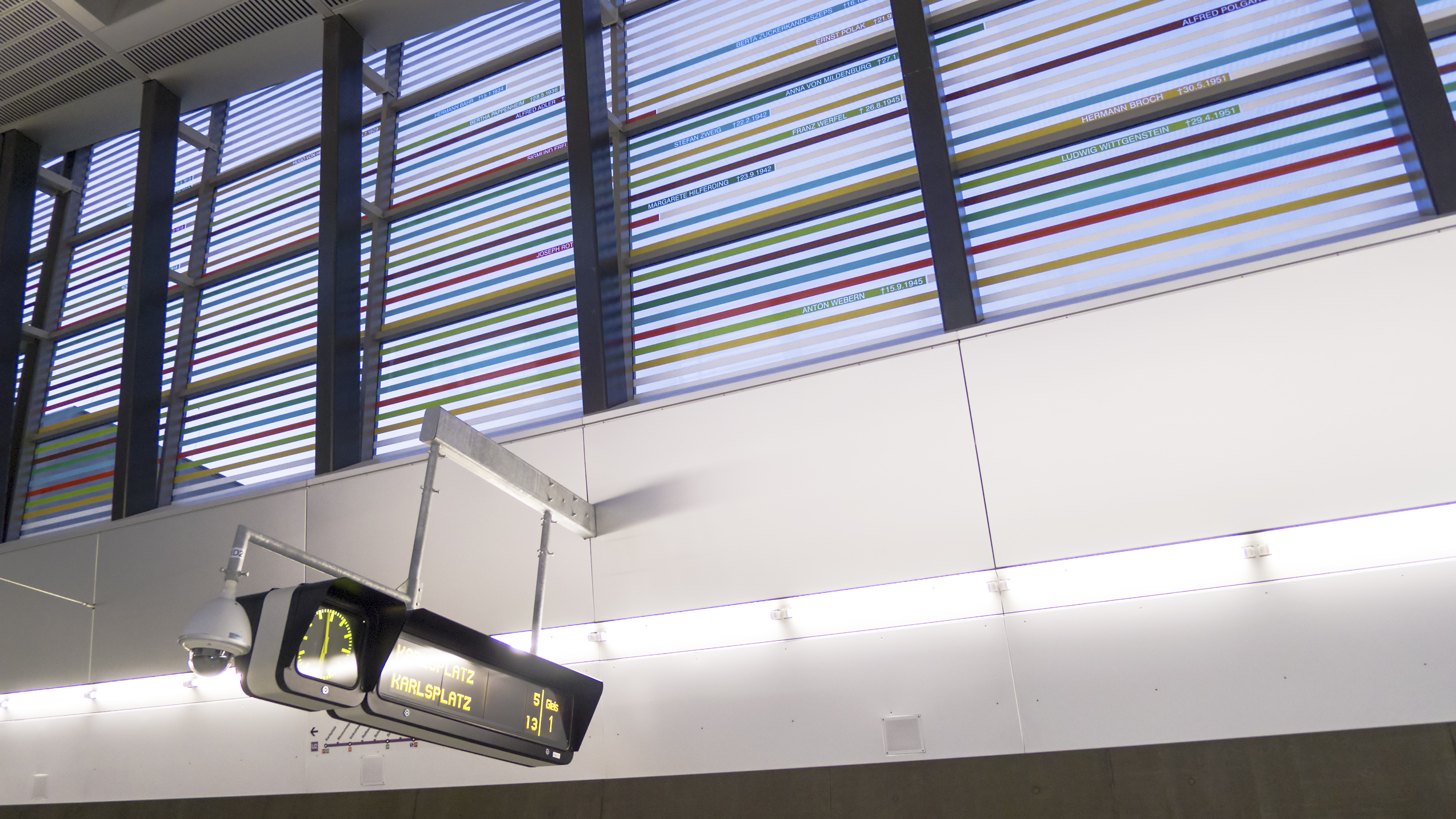
Lebenslinien